# 交響曲第4番 (シューベルト)
交響曲第4番（こうきょうきょくだいよんばん）ハ短調 『悲劇的』(Tragische) D417は、フランツ・シューベルトが1816年に作曲した交響曲。タイトルの『悲劇的』は後にシューベルト自身が付けた題名である。

## 概要
1816年の4月27日に完成されているが、いつ作曲に着手したかについては不明である。しかし、第4楽章の第1主題のスケッチ（とされるもの）が1815年9月に作曲された歌曲『クロンナン』D282と『満足』D362（D501とは別作）の草稿と一緒に発見されたことで、第4番はすでに1815年の9月頃から着手していた可能性がある。
私的な初演はオットー・ハトヴィヒが指揮するアマチュアの私設のオーケストラによって、ハトヴィヒ家のコンサートで行なわれたと考えられているが、その詳細は不明である。公開初演はシューベルトの死後20年以上を経た1849年11月19日に、ライプツィヒでリチウスの指揮によって行なわれた。
シューベルトは当時19歳で教職にあり、この第4番によって古典派の大作曲家たちと肩を並べることができたといえる。ハ短調という調性や『悲劇的』という題名からして、ベートーヴェンを強く意識していたことがうかがえる。シューベルトの初期の交響曲でかなり大がかりな構成で、充分な聴き応えの作品である。
自筆の総譜はウィーン楽友協会に所蔵され、現存するスケッチはウィーン市立図書館に保管されている。

## 楽器編成
フルート2、オーボエ2、クラリネット2、ファゴット2、ホルン4、トランペット2、ティンパニ、弦5部。

## 構成
以下の全4楽章で構成されており、演奏時間は約30分。
第1楽章 Adagio molt - Allegro vivace
ハ短調～ハ長調、4分の3拍子、序奏付きのソナタ形式(提示部リピート付き)。第1主題は導入部ですでに暗示されており、悲愴感を帯びたものである。第2主題も弦により提示され、転調を繰り返してコデッタに至る。展開部はシューベルトの交響曲らしく非常に短く、序奏の後変ロ短調で第1主題が繰り返されるシンプルなもので、すぐに再現部に入る。型通りの再現の後、短いコーダで華々しく終わる。
第2楽章 Andante
変イ長調、4分の2拍子、ロンド形式(A-B-A-B-A-Coda)。主要主題は4つの即興曲D935作品142の第2曲のものとほぼ同じである。副主題はヘ短調で、第1楽章の第1主題に由来する。最後に第1主題の動機に基づく短めのコーダが続く。
第3楽章 Menuetto. Allegro vivace
スケルツォ風のメヌエット。変ホ長調、4分の3拍子。トリオは第1楽章の第1主題に基づく。
第4楽章 Allegro
ハ短調～ハ長調、2分の2拍子、ソナタ形式(提示部リピート付き)。4小節の序奏の後に、第1主題がヴァイオリンで提示される。第2主題は変ホ長調で、軽快に提示される。展開部はやはり短めで、型通りの再現部が続く。

## 参考資料
- 『作曲家名曲解説ライブラリー17 シューベルト』（音楽之友社）
- 『シューベルト:交響曲第4番・第5番』のCDの解説書（ベーム指揮、ベルリン・フィルハーモニー管弦楽団）